# Сикорский, Игорь Иванович
И́горь Ива́нович Сико́рский (англ. Igor Sikorsky, 25 мая (6 июня) 1889, Киев, Российская империя — 26 октября 1972, Истон, штат Коннектикут, США) — русский и американский авиаконструктор, учёный, изобретатель, философ. Создатель первых в мире: четырёхмоторного самолёта «Русский витязь» (1913 год), тяжёлого четырёхмоторного бомбардировщика и пассажирского самолёта «Илья Муромец» (1914 год), трансатлантического гидроплана, серийного вертолёта одновинтовой схемы (США, 1942 год).

## Биография

### Российская империя

#### Детство в Киеве 1889—1903 годы

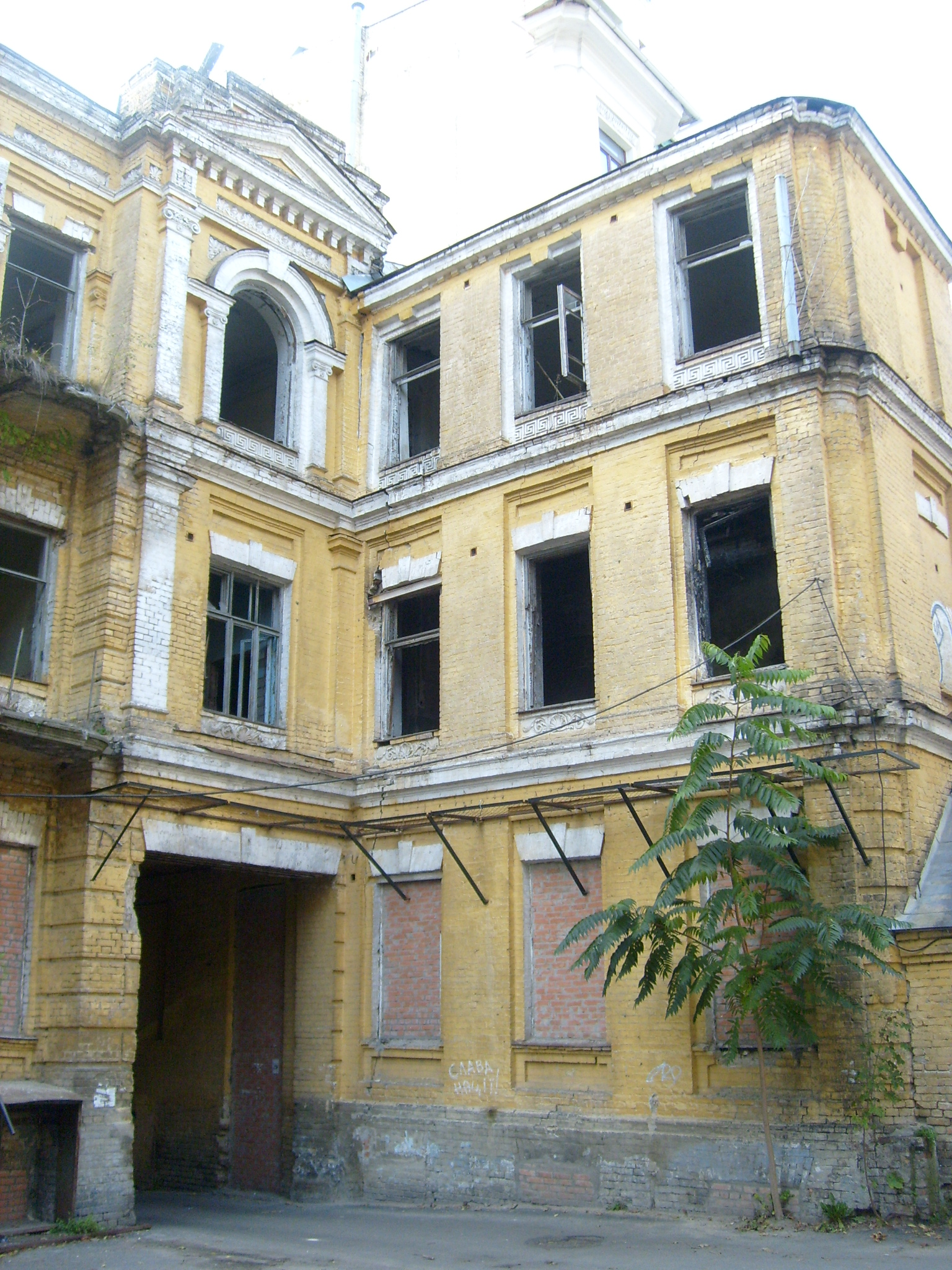
Бывший дом семьи Сикорских в Киеве — ул. Ярославов Вал, 15б.

Игорь Иванович Сикорский родился 25 мая 1889 года в городе Киеве, Российская империя. Он был вторым сыном и пятым (самым младшим) ребёнком в семье известного психиатра, профессора кафедры душевных и нервных болезней Киевского университета Ивана Алексеевича Сикорского (1842—1919) и Марии Стефановны Сикорской, урождённой Темрюк-Черкасовой.
Вспоминая о своей матери, Сикорский писал, что у неё, как и у отца, было медицинское образование и склонность к научной работе. Однако она полностью посвятила себя воспитанию пятерых детей: Ольги, Елены, Лидии, Сергея и Игоря.
Особый интерес она проявляла к искусству и изобретениям Леонардо да Винчи. Раннюю страсть Игоря к изобретательству можно объяснить тем, что мама много рассказывала об этом гениальном итальянском учёном. Воображение юного Сикорского было полностью захвачено идеей полёта, которую разрабатывал да Винчи, особенно мыслью о создании аппарата вертикального взлёта.
В возрасте 9—10 лет Игорь был физически слабым подростком, заниматься бегом или кататься на велосипеде ему было не под силу. Такие усилия вызывали кровотечение, что беспокоило мать. Однако в нём было беспокойство другого рода: он боялся, что это станет серьёзным препятствием в осуществлении лётной карьеры.
Уже в юном возрасте у него было несколько увлечений. Он мастерил электрические батарейки, которые позволили запустить электромотор. В двенадцать лет ему удалось построить модель будущего вертолёта, который поднялся в воздух и приводом была обыкновенная резинка. Спустя год в сфере его интересов оказалась химия. Однажды он подобрал листовку радикал-социалистов, в которой была информация, как смастерить бомбу. Это его заинтересовало и он, приобретя нужные реактивы, создал такую бомбу. Затем в саду, вдали от дома, Игорь с помощью кислоты привёл в действие бутыль с этой гремучей смесью. Один из таких экспериментов чуть не стал последним в его жизни. Игорь решил проверить, как ведёт себя горячий нитроглицерин. В серебряную ложку налил опасную жидкость и поднял над огнём. Не успел опомниться, как произошёл взрыв такой силы, что разорвал ложку на мелкие кусочки, но Игорь чудом остался невредимым.

#### Морское училище в Петербурге 1903—1906 годы
Четырнадцатилетним юношей в 1903 году Игорь Сикорский поступил в петербургское Морское училище. Решение избрать профессию морского офицера оказалось непродуманным и было продиктовано стремлением последовать примеру родного брата Сергея, морского офицера, которого Игорь очень уважал. За три года учёбы в Петербурге юноша Игорь Сикорский расширил свой кругозор и познакомился с людьми, которые окажут ему в дальнейшем помощь в карьере инженера-авиатора. Однако спустя три года учёбы на морского офицера Сикорский понял, что не может отказаться от своего призвания, и в 1906 году принял решение — оставить морское училище и выучиться на инженера.

#### В Европе и Киеве 1907—1911 годы
Революционные настроения начала XX века лишили Игоря возможности сразу поступить в желаемое учебное заведение, и он отправился на учёбу в Париж, в школу Дювигнау де Ланно. Полгода спустя, когда политическая обстановка в России стабилизировалась, он вернулся в Киев и в 1907 году поступил в Киевский политехнический институт, где с 1905 года существовала «Воздухоплавательная секция» механического кружка, организованная профессором Н. Артемьевым, учеником Н. Е. Жуковского. В 1908 году из секции выделился кружок математика и энтузиаста воздухоплавания Н. Б. Делоне, членом которого и стал Игорь Сикорский.
Летом 1908 года Игорь Сикорский вместе с отцом вновь отправился в Баварские Альпы (Берхтесгаден) на отдых. В это время немецкие газеты пестрели сообщениями о полётах братьев Райт и об успешных полётах первых дирижаблей графа Цеппелина. В небольшой комнате немецкой гостиницы Игорю удалось собрать довольно тяжёлую модель вертолёта, которая могла подняться на несколько сантиметров. По возвращении в Киев Игорь воспроизвёл этот вариант модели вертолёта. Он считал, что если использовать более мощный двигатель, который уже существует, то можно создать настоящий вертолёт.
В декабре 1908 года в корне поменялись его планы — сестра Ольга неожиданно проявила интерес к его исследованиям и предложила деньги, которых хватало на приобретение двигателя и необходимых частей для создания вертолёта.

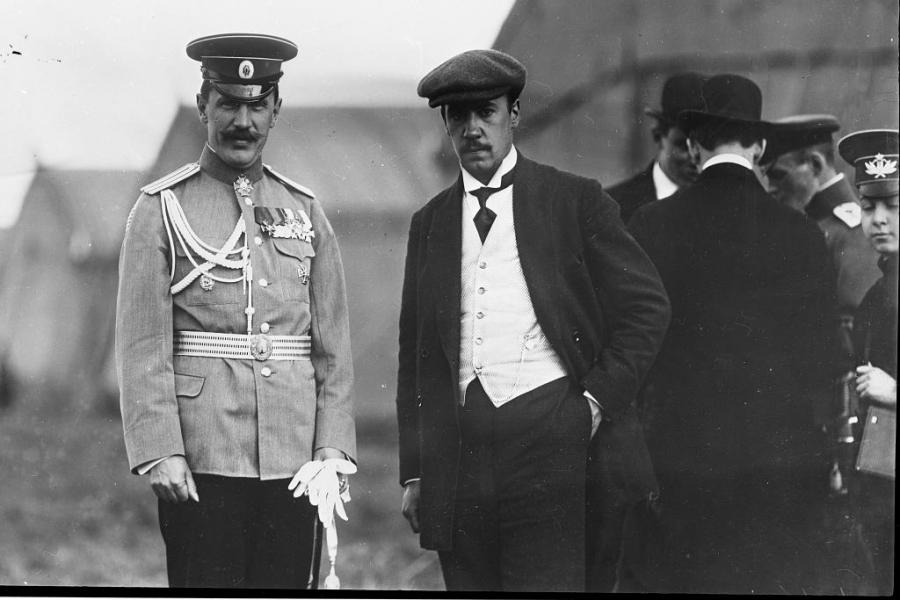
Капитан 1-го ранга, адъютант Великого Князя Александра Михайловича Н. Ф. Фогель и Игорь Иванович Сикорский. 1 сентября 1913 года, Санкт-Петербург

Таким образом, в 1908—1911 годах Сикорский создал свои первые два простейших вертолёта соосной схемы без автомата перекоса. Подъёмная сила построенного в июле 1909 года аппарата соответствовала 160 кг, что на 40 кг меньше массы самого пустого аппарата. Изобретатель представил вертолёт на двухдневной воздухоплавательной выставке в Киеве в ноябре того же года. Ни один из построенных вертолётов не смог взлететь с пилотом, и Сикорский переключился на постройку самолётов.

В январе 1910 года испытал аэросани собственной конструкции.
В 1910 году в Киеве поднял в воздух первый самолёт своей конструкции С-2 на основе которого потом создал самолёты С-3, С-4, а после значительных улучшений конструкции были созданы модели С-5 и С-6. Все эти самолёты существовали в единственном экземпляре до тех пор, когда на основе С-6 было налажено серийное производство усовершенствованного самолёта С-6а в авиационном отделе Русско-Балтийского вагонного завода в Санкт-Петербурге.
В мае 1911 года получил диплом лётчика за номером 64. В сентябре 1911 года на авиационном соревновании под Киевом в присутствии государя императора Николая Второго Сикорский продемонстрировал превосходные лётные качества своего самолёта и получил от государства денежный приз.

#### Авиационное производство в Петербурге 1912—1918 годы

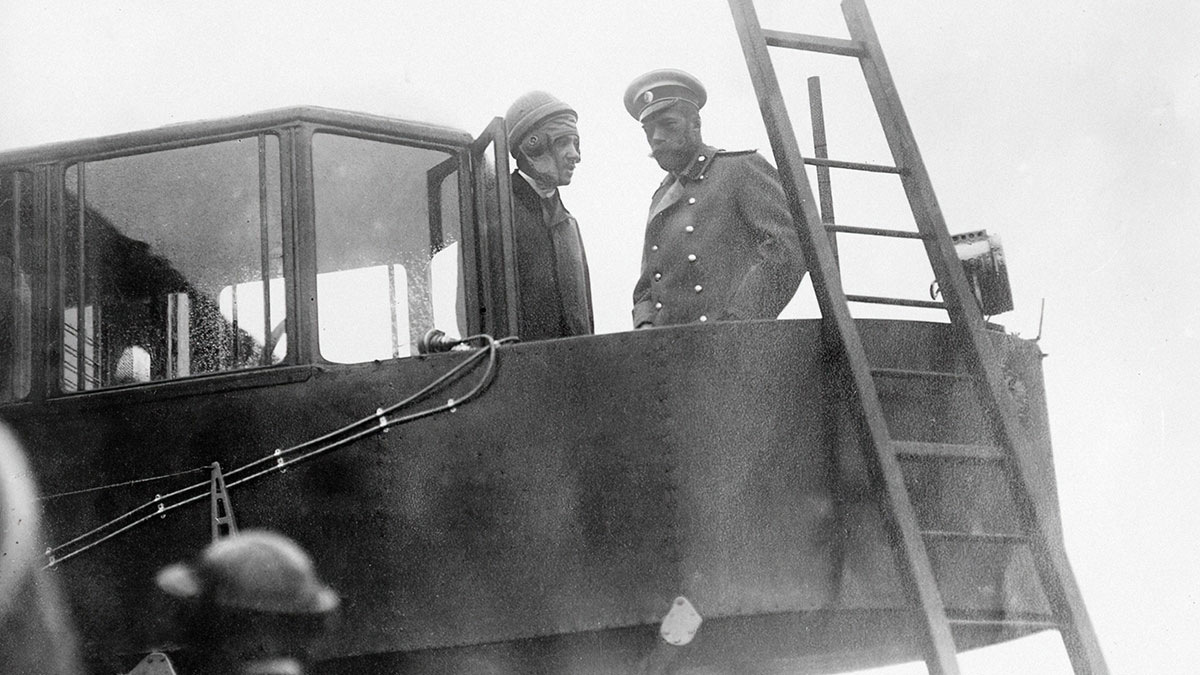
И. И. Сикорский и император Николай II на борту «Русского витязя», лето 1913 года

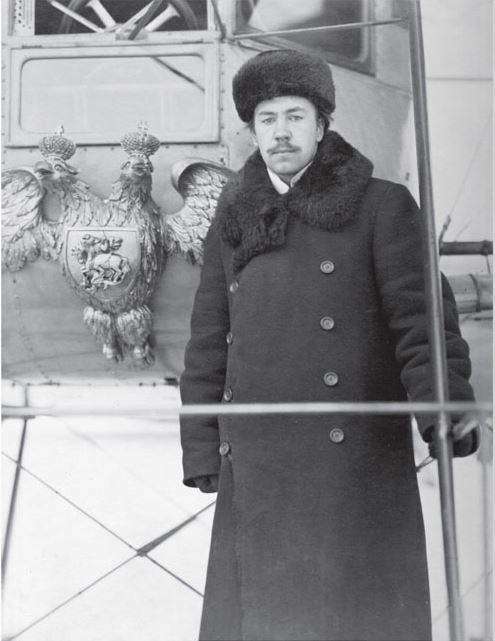
Игорь Иванович Сикорский на передней площадке первого экземпляра «Ильи Муромца», зима 1913—1914 годов

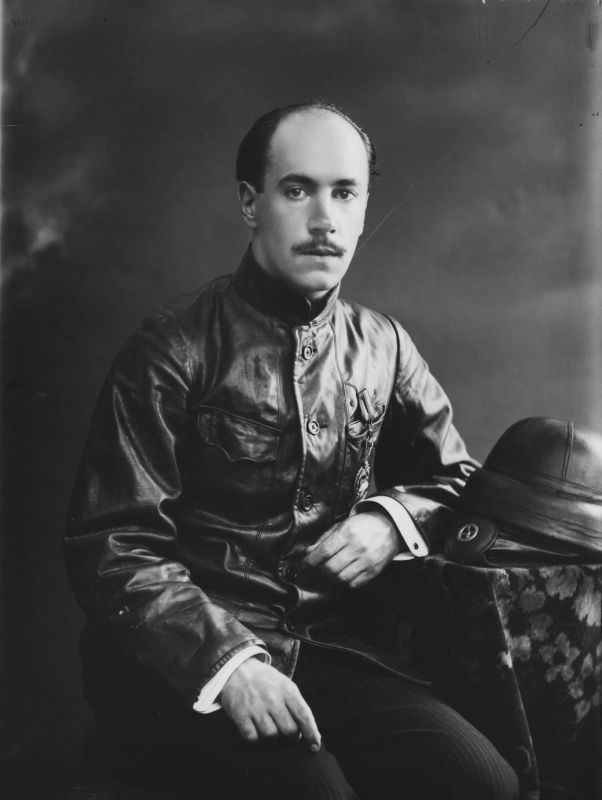
Игорь Иванович Сикорский, фотография Карла Буллы, 1914 год

Генерал-майор Михаил Шидловский пригласил Сикорского на работу в Петербург в авиационный отдел созданный в армии России «под патронажем государя императора Николая Второго». Игорь Иванович принял приглашение на новую работу, которая была связана ещё и с возможностью продолжить учиться инженерному делу в Политехническом институте Петербурга. В апреле 1912 года Сикорский по договору с Шидловским прибыл в Петербург и с 1912 по 1917 год работал главным конструктором в авиационном отделе Русско-Балтийского вагонного завода в Санкт-Петербурге.
Сикорский, ещё будучи студентом Киевского политехнического института, развивал идею построить гигантский самолёт с закрытой комфортабельной кабиной. Своими планами он поделился с генералом Шидловским, который поддержал молодого конструктора и распорядился начать финансирование работ в авиационном отделе армии России в Петербурге. Предполагалось использовать самолёт на регулярных пассажирских линиях, для перевозки срочных грузов и для освоения Сибири. В военных целях самолёт планировалось использовать в качестве стратегического разведчика.

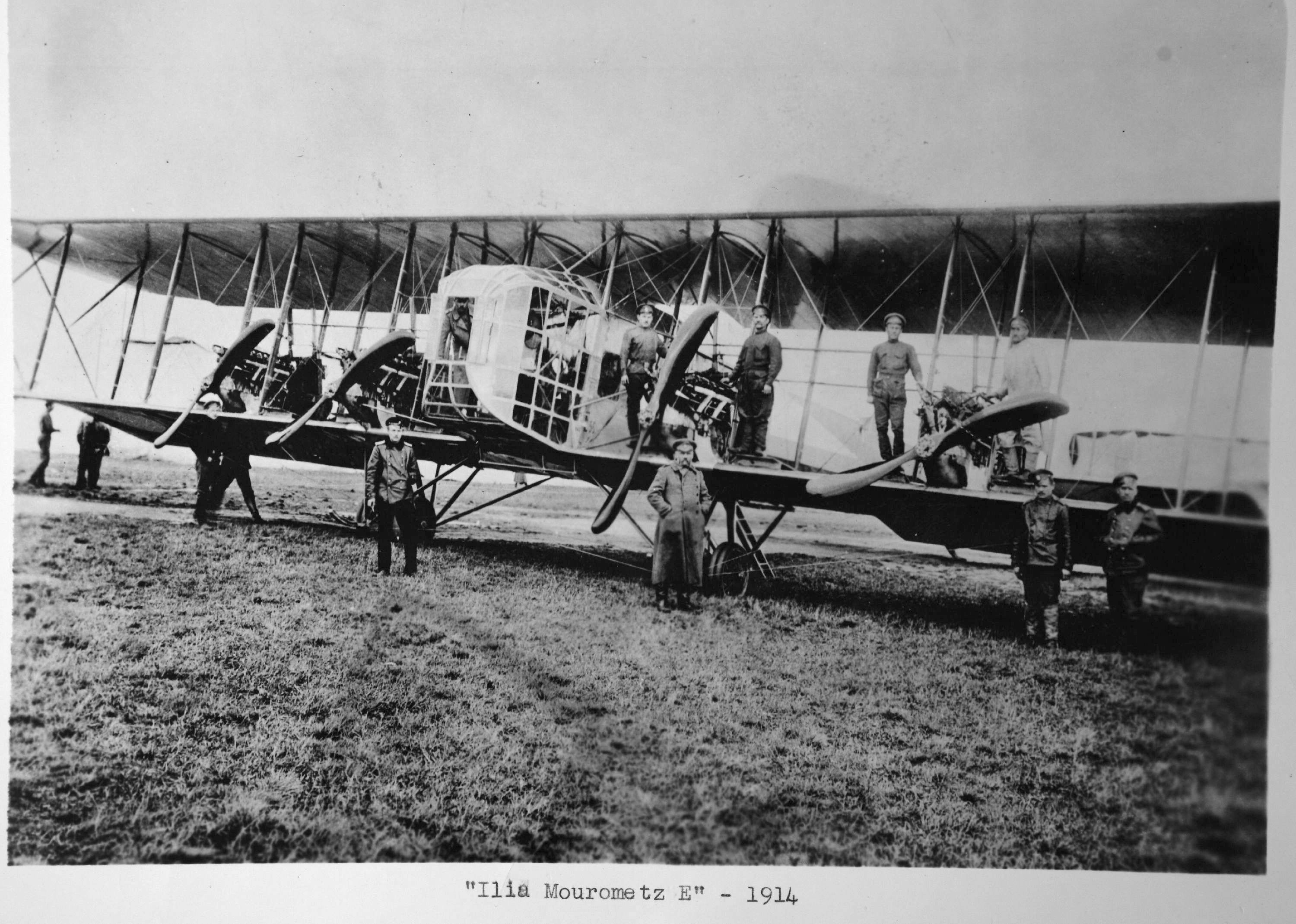
Самолёт «Илья Муромец» на Корпусном аэродроме в Санкт-Петербурге

В 1912—1914 годах Сикорский создал в Петербурге самолёты «Русский витязь» и «Илья Муромец», положившие начало многомоторной авиации. 27 марта 1912 года на биплане «С-6» Сикорскому удалось установить мировые рекорды скорости: с двумя пассажирами на борту — 111 км/ч, с пятью — 106 км/ч. До 1917 года было выпущено более 90 самолётов типа «Илья Муромец» (в ходе боевых операций в годы первой мировой войны был сбит всего лишь 1 самолёт этого типа).

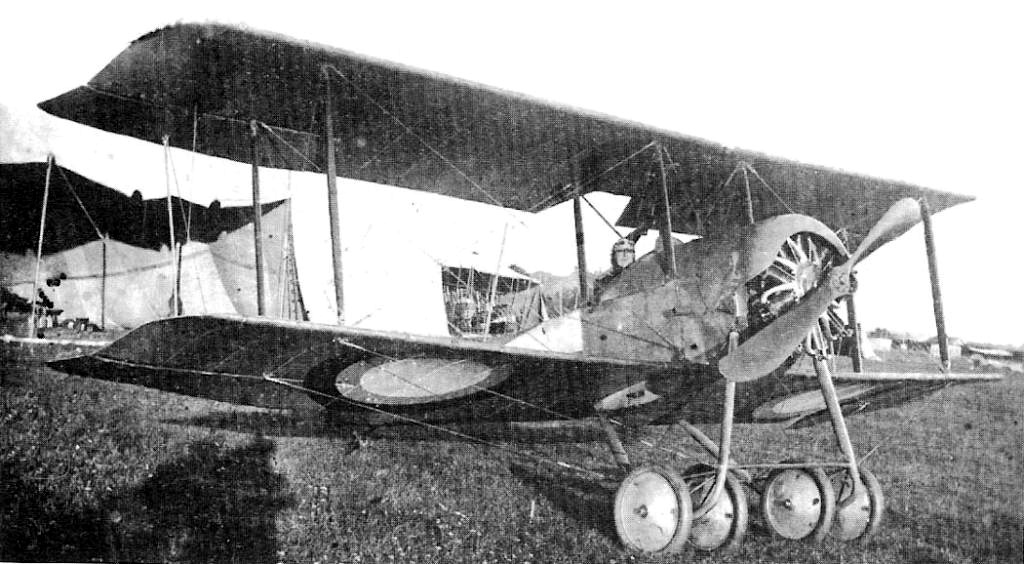
Истребитель конструкции Сикорского С-16, Петербург,1915 год.

На протяжении двух лет аэропланы Сикорского завоёвывали главные призы на состязаниях военных самолётов. Особое внимание уделено улучшению аэродинамических характеристик — хвостовая ферма была заменена на удобообтекаемый фюзеляж. Модернизированный таким образом самолёт С-6а заслужил большую золотую медаль московской воздухоплавательной выставки в апреле 1912 года. В 1915 году Сикорский создал первый в мире серийно выпускавшийся истребитель сопровождения — С-16 для совместных действий с бомбардировщиками «Илья Муромец» и охраны их аэродромов от самолётов противника. Последующие конструкции Сикорского — истребители С-17 и C-18 существовали лишь в опытных экземплярах.
В 1914 году Игорь Иванович Сикорский получил диплом инженера Политехнического института в Петербурге. Студенты однокурсники Сикорского, в том числе Николай Поликарпов участвовали в работе над конструированием и постройкой самолётов в ангарах сначала Комендантского аэродрома, а потом и в ангарах Корпусного аэродрома Санкт-Петербурга, где всего было построено более 90 военных и гражданских самолётов по конструкциям Сикорского. Одним из молодых мотористов и авиаторов в те годы работавших в ангарах Комендантского аэродрома был Сергей Ильюшин.
В июне 1914 года Игорь Сикорский и с ним ещё три авиатора, В. Парасюк, Х. Ф. Прусис и морской лётчик лейтенант Г. И. Лавров совершили дальний перелёт из Санкт-Петербурга в Киев и обратно на самолёте «Илья Муромец».
Из иллюстрированного журнала «Искры» от 29 июня 1914 года:

Перелёт Петербург—Киев. 17 июня, в 11 часов утра, в Киев прилетел на своём знаменитом «Илье Муромце» И. И. Сикорский. Кроме механика В. Панасюка, с ним летели два будущих первых командира аэропланов типа «Илья Муромец» — лётчик петербургской авиационной роты капитан Х. Ф. Прусис и морской лётчик лейтенант Г. И. Лавров. Благодаря белой ночи полёт начался при прекрасных условиях, но вскоре поднялся сильный встречный ветер, вследствие чего вместо нормальной скорости — 100 вёрст в час, — «Илья Муромец» ограничился скоростью в 70 вёрст. Первую остановку он сделал в Орше, а вторую, вследствие порчи бензинопровода, — на станции «Копысь». Вообще условия перелёта были неблагоприятны. «Илья Муромец» реял всё время в грозовых тучах. Два часа пришлось лететь под проливным дождём и при встречном ветре. «Илья Муромец» поднимался на высоту 1300 метров, чтобы очутиться выше облаков. Летели под ярким солнцем, совершенно не видя земли. Удача перелёта лишний раз доказала выносливость «Ильи Муромца». Не видя земли, лётчики ориентировались по компасу. Близ Киева лётчики сделали «вылазку», пробившись сквозь густые тучи к земле. Оказалось, что Киев был уже позади них. Пришлось повернуть обратно к аэродрому. Расстояние 1020 вёрст покрыто в 13 часов 10 минут. Сикорский с товарищами оставался в Киеве до 26 июня, причём сделал несколько полётов над Киевом. Во время одного из полётов в числе пассажиров были сестра Сикорского, его дядя, вице-председатель киевского общества воздухоплавания Марков и другие. Полёт, совершённый на высоте 1400 метров, наблюдался буквально всем городом, высыпавшим на балконы и крыши.

#### После Октябрьской революции
После Октябрьской революции в начале 1918 года один из бывших коллег, работавший на большевиков, предупредил Сикорского: «Положение очень опасное. Я видел приказ о вашем расстреле». По словам Сергея, старшего сына Сикорского, Игорь Иванович представлял для большевиков двойную опасность: как друг царя и как очень популярный человек. Сикорского знал весь Петроград, многие смотрели на него как на героя. Сам Николай II приезжал на аэродром в Царское Село посмотреть, как летает молодой русский лётчик. Поэтому во времена красного террора, когда расстреливали на месте без суда, Игорь Иванович воспринял опасность всерьёз. Во избежание ареста он перестал жить в своей петербургской квартире и прятался в ангарах аэродрома.

### Эмиграция

#### Англия и Франция 1918—1919 годы
18 февраля 1918 года Сикорский через свободный от большевиков Архангельск (по другой версии — Мурманск) выехал из России сначала в Лондон (по другой версии — Ливерпуль), а потом в Париж.
В Париже он предложил свои услуги французскому военному ведомству, которое дало ему заказ на постройку пяти бомбардировщиков. Однако после перемирия 11 ноября 1918 года заказ за ненужностью был аннулирован, и на этом авиаконструкторская деятельность Сикорского во Франции закончилась.

#### Жизнь и карьера в США 1919—1972 годы

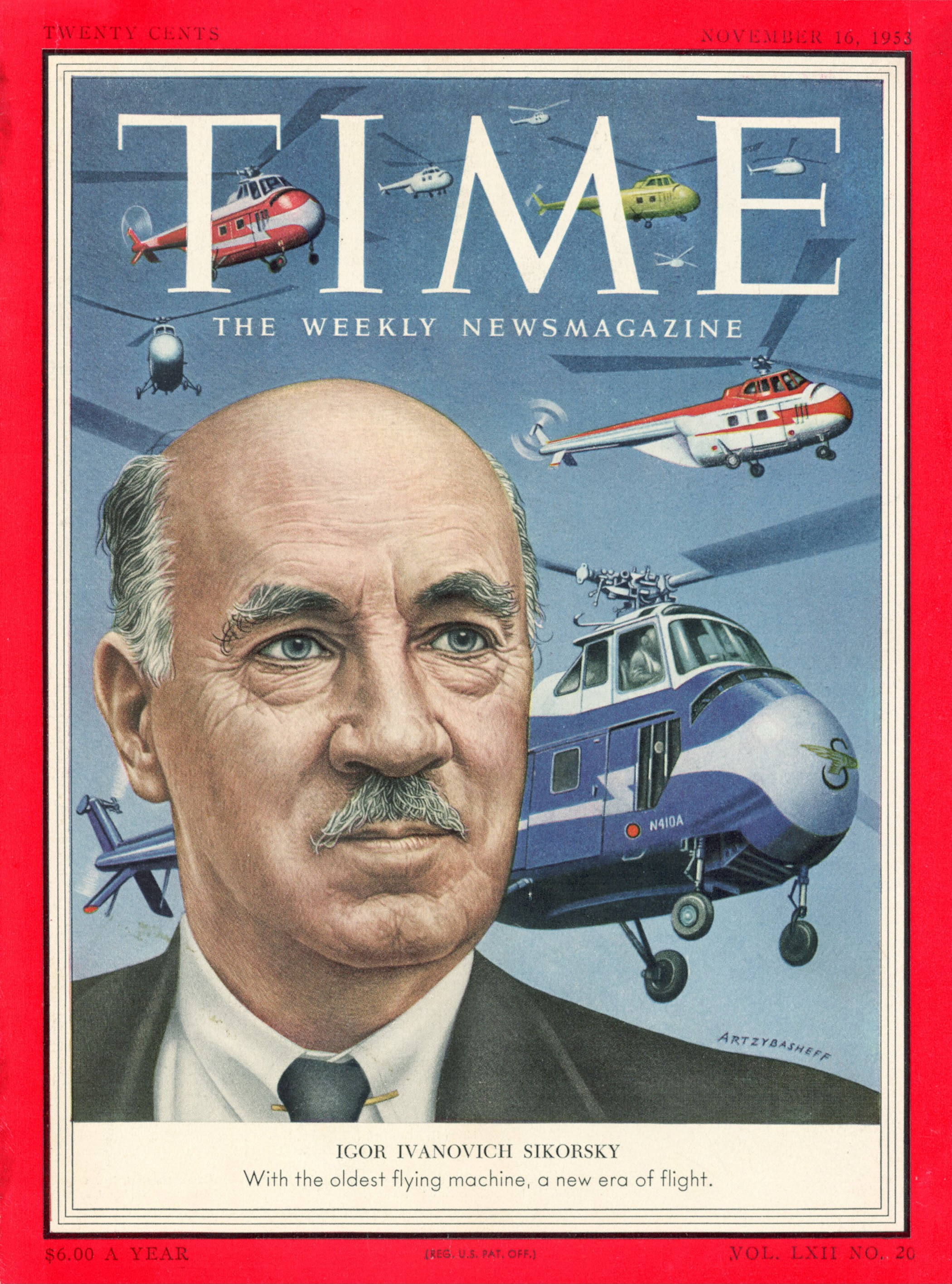
Игорь Сикорский на обложке журнала Time, 1953 год.

Как сказал Сергей Сикорский, Игорь Иванович решил, что США самолёты также необходимы, как и России, в силу обширных территорий, и в марте 1919 года он эмигрировал в США, поселившись в районе Нью-Йорка. Первое время зарабатывал преподаванием математики.
В 1923 году он основал авиационную фирму «Sikorsky Aero Engineering Corporation», где занял должность президента. Начало его деятельности в США было весьма непростым. Так, известно, что выдающийся русский композитор Сергей Рахманинов лично участвовал в его предприятии, занимая должность вице-президента. Чтобы спасти фирму Сикорского от разорения, Рахманинов прислал чек на 5000 долларов (около 80 тыс. $ в пересчёте на 2010 год). В 1929 году, когда финансовое состояние фирмы улучшилось, Сикорский вернул эти деньги Рахманинову с процентами.
До 1939 года Сикорский создал около пятнадцати типов самолётов, с 1939 года перешёл на конструирование вертолётов (одновинтовой схемы, с автоматом перекоса), получивших широкое распространение.
Первый экспериментальный вертолёт Vought-Sikorsky 300, созданный в США Сикорским, оторвался от земли 14 сентября 1939 года. По существу, это был модернизированный вариант его первого российского вертолёта, созданного ещё в июле 1909 года.
Машины Сикорского применялись как для военных, так и для гражданских целей. Среди них — S-51, S-55, S-56, S-61, S-64 и S-65. 

На его вертолётах были впервые совершены перелёты через Атлантический (S-61; 1967) и Тихий (S-65; 1970) океаны (с дозаправкой в воздухе).
Последним вертолётом, построенным Сикорским до ухода на пенсию, стал S-58. В 1957 году Сикорский отошёл от дел, оставшись почётным консультантом своей фирмы.
В эмиграции возглавлял толстовское и пушкинское общества, занимался философией и богословием, принимал участие в деятельности монархического движения. Сикорский в 1920-е — 1930-е годы входил в Государево Совещание, организованное Кириллом Владимировичем, а также состоял в Русском национальном союзе в Америке, близком к «штабс-капитанскому движению» Ивана Солоневича.
B 1963 году награждён высшей научной наградой Американского общества инженеров-механиков — медалью ASME.
По вероисповеданию был православным, на его средства была построена Николаевская церковь в г. Стратфорд (штат Коннектикут) (РПЦЗ), прихожанином этой церкви он был до конца своих дней.
Скончался Игорь Иванович в 1972 году в городе Истоне (штат Коннектикут). Похоронен на кладбище Святого Иоанна Крестителя (англ. Saint John the Baptist Russian Orthodox Cemetery) в Стратфорде (штат Коннектикут).

## Семья

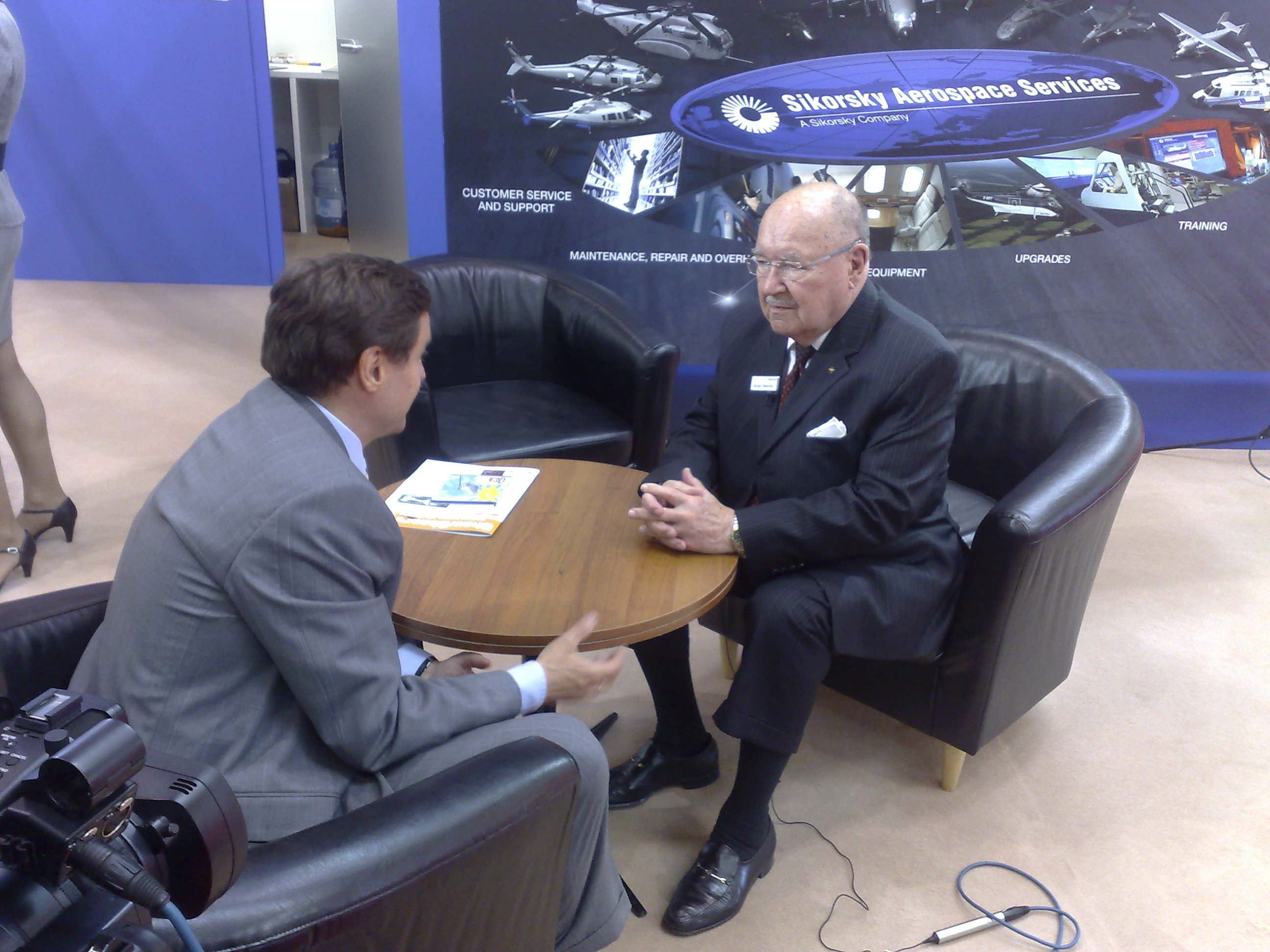
Сергей Сикорский даёт интервью на 4-й Международной выставке вертолётной индустрии HeliRussia 2011 на стенде компании Sikorsky Aerospace Services

В Российской империи Сикорский был женат на Ольге Фёдоровне Симкович. Они развелись, и Ольга осталась в России с их общей дочерью Таней. В 1923 году сёстры Сикорского эмигрировали в США, привезя с собой шестилетнюю Таню.
В США Сикорский женился на Элизабет Семион (1903—1995) в 1924 году в Нью-Йорке. У Сикорского и Элизабет было четверо сыновей: Сергей, Николай, Игорь (младший) и Георгий.
- Таня Сикорская фон Йорк (1 марта 1918 — 22 сентября 2008), старшая и единственная дочь Сикорского. Родилась в Киеве, УНР. Получила образование в США: степень бакалавра искусств в Барнард-колледж и докторскую степень в Йельском университете. Она была одним из первых преподавателей Университета Святейшего Сердца в Бриджпорте, штат Коннектикут, где работала профессором социологии в течение 20 лет[33].
- Сергей Сикорский (1925 г.р.), старший сын Сикорского. Присоединился к United Technologies в 1951 году и ушёл в отставку в 1992 году в качестве вице-президента по специальным проектам в Sikorsky Aircraft[34][35].
- Игорь Сикорский-младший — адвокат, бизнесмен и авиационный историк[36]. Внук Игорь Сикорский III также является пилотом[37].

## Список летательных аппаратов, спроектированных Сикорским
- 1912 — S-6, трёхместный самолёт.

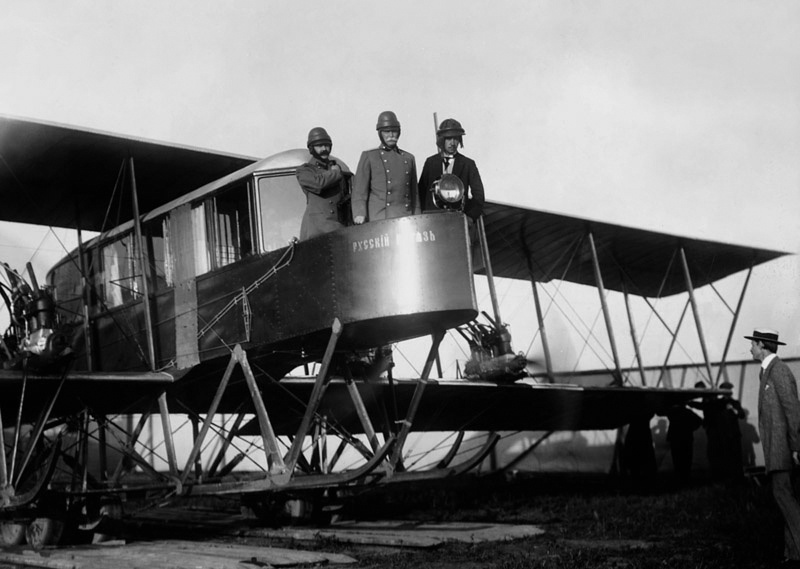
Авиаторы Сикорский, Геннер и Каульбарс на борту самолёта «Русский витязь», конкурс военных аэропланов на Корпусном аэродроме. Сентябрь 1913 года

- 1913 — С-21 «Русский витязь», четырёхдвигательный биплан.
- 1913 — С-22 «Илья Муромец», четырёхдвигательный биплан.
- 1914/15 — С-16, истребитель сопровождения.
- 1916 — С-20, одномоторный истребитель.
- 1924 — S-29, двухдвигательный биплан.
- 1934 — S-42 Clipper, летающая лодка.
- 1939 — VS-300, экспериментальный прототип вертолёта.
- 1942 — VS-44 Excambian, летающая лодка.
- 1942 — R-4, первый в мире серийный вертолёт.

## Увековечение памяти

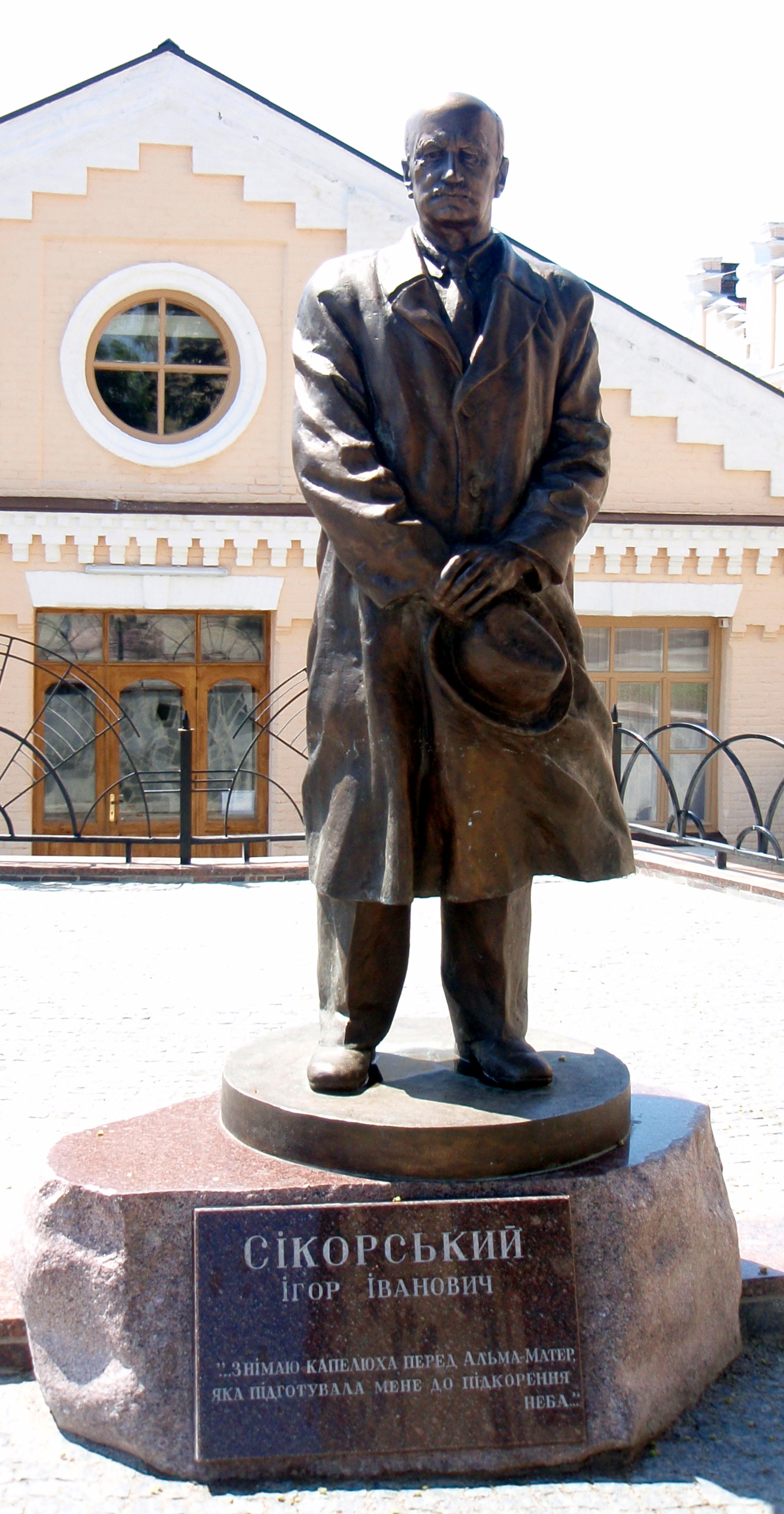
Памятник И. И. Сикорскому в Киеве на Музейной площади Киевского политехнического института, перед входом в отдел истории авиации и космонавтики Государственного политехнического музея.

- «Поэма о крыльях» — художественный фильм производства СССР 1979 года (роль Сикорского исполнил Юрий Яковлев).
- В 2009 году Национальный банк Украины в серии «Выдающиеся личности Украины» выпустил памятную монету[38] из нейзильбера номиналом 2 гривны (качество — специальный анциркулейтед). На аверсе монеты изображён самолёт «Илья Муромец», за разработку которого Сикорский получил всемирное признание в 1913 году. На реверсе монеты изображён портрет Сикорского в форме пилота, справа от которого на фоне рисунка Леонардо да Винчи размещены надписи — ИГОРЬ СИКОРСКИЙ (полукругом), годы жизни — 1889—1972.
- В октябре 2011 года депутаты Киевского горсовета проголосовали за переименование улицы Танковой в улицу имени авиаконструктора Игоря Сикорского.
- Имя авиаконструктора присвоено Авиакосмическому лицею Национального авиационного университета Украины.
- Именем Сикорского названа площадь в Приморском районе Санкт-Петербурга.
- Именем Сикорского назван последний «безымянный» дальний бомбардировщик Ту-160[39].
- В декабре 2012 года открыта мемориальная доска в церкви Святого Николая Чудотворца (город Честер, Филадельфия, США)[40].
- В 1979 году Международный астрономический союз присвоил имя И. И. Сикорского кратеру на обратной стороне Луны.
- В честь И. И. Сикорского назван астероид (10090) Sikorsky, открытый сотрудниками Института теоретической астрономии Л. Г. Карачкиной и Г. Р. Кастель в Крымской астрофизической обсерватории 13 октября 1990 года.
- Имя Сикорского носит Национальный технический университет Украины «Киевский политехнический институт», который Игорь Иванович окончил в 1912 году[41].
- Имя Сикорского носит аэропорт «Киев» (Жуляны) — аэропорт в Киеве (Украина).

## Приз Сикорского
В июле 2013 года, впервые со времени учреждения «приза Сикорского» в 1980 году, он был вручён канадской компании AeroVelo за создание вертолёта Atlas на мускульной тяге.
Сумма приза 250 000 USD. Согласно условиям аппарат должен был продержаться на высоте трёх метров не менее 60 секунд. Вертолёт «Atlas» весит всего 55 килограммов при общей площади в 50 м², имеет четыре винта, каждый из которых 20 метров в длину. Для подъёма аппарата необходима одна лошадиная сила. Пилотировал вертолёт Тодд Рейчерт, разработчик и профессиональный спортсмен.